# SHS in het seizoen 1959/60
Het seizoen 1959/1960 was het zesde jaar in het bestaan van de Haagse betaaldvoetbalclub SHS. De club kwam uit in de Eerste divisie B en eindigde daarin op de zevende plaats.

## Wedstrijdstatistieken

### Eerste divisie B
|       | AGOVV | Alkmaar '54 | D.F.C. | DHC   | De Graafschap | Eindhoven | Go Ahead | Helmondia '55 | Heracles | Hermes DVS | Leeuwarden | Limburgia | RBC   | RCH   | VSV   | ZFC   |
| ----- | ----- | ----------- | ------ | ----- | ------------- | --------- | -------- | ------------- | -------- | ---------- | ---------- | --------- | ----- | ----- | ----- | ----- |
| Thuis | 4 – 2 | 2 – 3       | 2 – 2  | 0 – 0 | 3 – 1         | 2 – 1     | 1 – 1    | 1 – 0         | 6 – 1    | 0 – 3      | 1 – 2      | 3 – 0     | 4 – 3 | 4 – 3 | 1 – 4 | 2 – 2 |
| Uit   | 6 – 2 | 5 – 1       | 2 – 0  | 3 – 1 | 2 – 3         | 1 – 2     | 3 – 0    | 1 – 1         | 6 – 1    | 0 – 1      | 4 – 4      | 0 – 1     | 3 – 1 | 2 – 4 | 1 – 5 | 2 – 1 |

## Statistieken SHS 1959/1960

### Eindstand SHS in de Nederlandse Eerste divisie B 1959 / 1960
| Stand | Gespeeld | Gewonnen | Gelijk | Verloren | Punten | Doelpunten voor | Doelpunten tegen |
| ----- | -------- | -------- | ------ | -------- | ------ | --------------- | ---------------- |
| 7e    | 32       | 14       | 6      | 12       | 34     | 64              | 69               |

### Topscorers
| Competitie \| # \| Naam \| \| \| ----------------- \| ------------------- \| -- \| \| 1. \| Jan Dahrs \| 20 \| \| 2. \| Wim Zwarts \| 11 \| \| 3. \| Theo Spierings \| 10 \| \| 4. \| Arie de Wit \| 7 \| \| 5. \| Piet Dekker \| 5 \| \| 6. \| Jan Huntink \| 3 \| \| 6. \| Theo Valkenhoff \| 3 \| \| 8. \| Fred Eckhardt \| 2 \| \| 9. \| Jan van Geen \| 1 \| \| 9. \| Johnny van der Zwan \| 1 \| \| Onbekend doelpunt \| \| \| \| – \| Onbekend \| 1 \| \| Totaal \| Totaal \| 64 \| |                     |      |
| # | Naam                | Goal |
| 1. | Jan Dahrs           | 20   |
| 2. | Wim Zwarts          | 11   |
| 3. | Theo Spierings      | 10   |
| 4. | Arie de Wit         | 7    |
| 5. | Piet Dekker         | 5    |
| 6. | Jan Huntink         | 3    |
| 6. | Theo Valkenhoff     | 3    |
| 8. | Fred Eckhardt       | 2    |
| 9. | Jan van Geen        | 1    |
| 9. | Johnny van der Zwan | 1    |
| Onbekend doelpunt |                     |      |
| – | Onbekend            | 1    |
| Totaal | Totaal              | 64   |